# Asadabad (Iran)
Asadabad  (persisch اسدآباد) ist eine Stadt in der iranischen Provinz Hamadan. Sie befindet sich südlich von Hamadan, östlich von Malayer und südwestlich von Borudscherd. Asadabad liegt 54 Kilometer südwestlich der Provinzhauptstadt Hamadan an der historischen Route von Bagdad nach Hamadan und dann weiter nach Ray und Teheran, der Hauptstadt von Iran. Das Gebirge Alvand, der innerste Teil des Zagros-Gebirges, trennt Asadabad und Hamadan.

## Geschichte
Über die vorislamische Geschichte Asadabads ist wenig bekannt, obwohl seine strategische Lage auf ein hohes Alter schließen lässt. Wilhelm Tomaschek schlug eine mögliche Identifizierung mit dem Ort vor, der von Isidoros von Charax Adrapana genannt wurde. Laut Reiseberichten aus dem 10. Jahrhundert lebte Schah Mardan, der Sohn des sassanidischen Herrschers Chosrau II. und seiner Frau Schirin, hier eine Zeit lang. Das frühislamische Asadabad war eine kleine, aber wohlhabende Stadt in der Provinz Dschibāl, umgeben von fruchtbarem Ackerland, auf dem Getreide, Baumwolle, Obst und vor allem Honig angebaut wurden. Diese Anbauflächen wurden mit Wasser bewässert, das über Qanats vom Alvand herabgelassen wurde.
Irgendwann danach schrumpfte Asadabad jedoch auf die Größe eines großen Dorfes. Im Jahr 1877 zählte der europäische Reisende H. W. Bellew 200 Häuser in Asadabad und stellte fest, dass es in der Stadt eine jüdische Gemeinde gab. Im Jahr 1951 lebten in Asadabad rund 7000 Menschen, von denen die meisten Persisch sprachen, aber auch eine Minderheit, die Kurdisch und Turksprachen sprach. Bei der Zählung von 2016 wurden über 50.000 Menschen gezählt.

## Bevölkerungsentwicklung
| Jahr | Einwohnerzahl |
| ---- | ------------- |
| 1996 | 48.386        |
| 2006 | 51.911        |
| 2011 | 55.024        |
| 2016 | 55.703        |